# I huvudet på en gammal gubbe
Pour plus de détails, voir Fiche technique et Distribution.
I huvudet på en gammal gubbe est un long métrage d'animation suédois réalisé par Per Åhlin et Tage Danielsson, sorti au cinéma en Suède en 1968. 
C'est un dessin animé de fantasy animalière pour la jeunesse, adapté des fictions radiophoniques et des livres de l'auteur suédois.

## Fiche technique
- Titre original : I huvudet på en gammal gubbe
- Réalisation : Per Åhlin et Tage Danielsson
- Pays :  Suède
- Langue : suédois
- Format : couleur
- Son : Dolby
- Durée :
- Date de sortie : Suède :  
  - 6 décembre 1968

## Distribution
- Hans Alfredson : Johan Björk, pensionär, f d murare
- Karl-Axel Forssberg : Sven Juhlin, hans kamrat på hemmet
- Monica Ekman : en studentska som hjälper Björk hem
- Gösta Ekman : en student, hennes kavaljer
- Rolf Bengtsson : en berusad som försöker hjälpa Björk
- Fatima Ekman : en utländsk dam i en taxi
- Syster Ester : syster Ester
- Syster Alise : syster Alise
- Monica Nielsen : en mamma vid sandlådan
- Tage Danielsson : en lastbilschaufför
- Ernst Günther : en lastbilschaufför
- Gus Dahlström : bensinmacksföreståndare
- Gun Holmqvist : lyxhustru som köper kött åt sin hund
- Gunnel Wadner : en vårdarinna
- Adam Inczédy-Gombos : stand-in för Hans Alfredson
- Herbert Wahlbeck : stand-in för Hans Alfredson